# Lauren Drummond
Lauren Drummond es una actriz británica, más conocida por haber interpretado a Chantelle Lane en la serie Holby City.

## Biografía
Drummond asistió al Bramhall High School antes de entrar en el Performing Arts Course en la escuela Mid Cheshire.

## Carrera
En 2001 apareció por primera vez en la serie médica Doctors, donde interpretó a Kirsty Matthews durante el episodio "A Twist of Fate"; más tarde apareció de nuevo en la serie interpretando a Amy Faulkner en el episodio "Daddy Cool", poco después apareció de nuevo interpretando a Charlotte Peel en el episodio "Out with the Bathwater" y por último apareció en 2010, cuando interpretó a Sophie Stanyard en el episodio "Digging for Gold". En 2006 se unió de forma recurrente al elenco de la serie Waterloo Road, donde interpretó a Mika Grainger hasta el final de la tercera temporada en 2007.
Entre 2009 y 2011 apareció como invitada en varios episodios de la serie médica The Royal, donde interpretó a la enfermera principal Faye Clark.
El 7 de junio de 2011, se unió al elenco principal de la serie británica Holby City, donde interpretó a la enfermera Chantelle Lane hasta el 12 de noviembre de 2013. Anteriormente había interpretado a la joven paciente diabética Hannah Sharpe durante el episodio "Any Port in a Storm" en 2008.

## Filmografía[6]
Series de televisión
| Año              | Título            | Papel           | Notas                       |
| ---------------- | ----------------- | --------------- | --------------------------- |
| 2011 - 2013      | Holby City        | Chantelle Lane  | 106 episodios               |
| 2009, 2010, 2011 | The Royal         | Faye Clark      | 8 episodios                 |
| 2010             | Doctors           | Sophie Stanyard | episodio "Digging for Gold" |
| 2009             | Casualty          | Bree            | episodio "Second Chance"    |
| 2008             | Harley Street     | Lisa            | episodio # 1.2              |
| 2006 - 2007      | Waterloo Road     | Mika Grainger   | 18 episodios                |
| 2006             | Blue Murder       | Hayley Scott    | episodio "Steady Eddie"     |
| 2005 - 2006      | Heartbeat         | Jane Black      | 7 episodios                 |
| 2005             | Grange Hill       | Lucy            | episodio # 28.18            |
| 2001             | Coronation Street | Christy Wells   | -                           |

Películas
| Año  | Título         | Papel   | Notas                                                      |
| ---- | -------------- | ------- | ---------------------------------------------------------- |
| 2013 | Life's a Bitch | Monica  | corto - junto a Rob Ostlere                                |
| 2013 | Desire         | Barista | corto - junto a Harry Lloyd, Alison Carroll & Tala Gouveia |

Teatro
| Año  | Obra                                | Personaje       | Director (a)    | Teatro           |
| ---- | ----------------------------------- | --------------- | --------------- | ---------------- |
| 2010 | If I Were You                       | Chrissie Snaith | Joe Harmston    | -                |
| 2009 | Billy Liar                          | Barbara         | Mike Lunney     | -                |
| 2008 | Jack and the Beanstalk              | Princesa Mika   | -               | The Sands Centre |
| 2008 | Lilya                               | Lilya           | Jon Gunnar      | -                |
| 2007 | Blue                                | Danny           | Darren Gordon   | -                |
| 2007 | The Positive Hour                   | Paula           | Darren Gordon   | -                |
| 2004 | 4.48 Phsychosis                     | Sarah           | Darren Gordon   | -                |
| 2004 | Patchwork and Plastic               | Barbie          | Darren Gordon   | -                |
| 2003 | The Childre                         | Madre           | Richard Stevens | -                |
| 1998 | The Lion, The Witch and the Wardope | Lucy            | Penny Milk      | -                |
| 1996 | Peter Pan                           | Wendy           | Alan Wearing    | -                |